# Districte de Muidumbe
El Districte de Muidumbe és un districte de Moçambic, situat a la província de Cabo Delgado. Té una superfície 2.123 kilòmetres quadrats. En 2015 comptava amb una població de 78.721 habitants. Limita al nord i este amb el districte de Mocímboa da Praia, al nord i oest amb el districte de Mueda, al sud amb el districte de Meluco i al sud i este amb el districte de Macomia.

## Divisió administrativa
El districte està dividit en quatre postos administrativos (Chitunda, Miteda i Muidumbe), compostos per les següents localitats:
- Posto Administrativo de Chitunda:
  - Chitunda
  - Miengueleva
- Posto Administrativo de Miteda:
  - Miteda
  - Muatide

Posto Administrativo de Muidumbe:
- - Mapate
  - Muidumbe
  - Namacande
  - Nampanha